# 千田勝一郎
千田 勝一郎（ちだ しょういちろう、1970年12月23日 - ）は、日本の地方公務員、政治家秘書。神奈川県知事特別秘書、鎌倉市副市長。

## 来歴
台湾生まれ。立教大学経済学部卒業。1994年、三菱商事（株）に入社。2005年、松下政経塾に入塾。研究分野は外交・安全保障。2008年、衆議院議員公設秘書。2011年、黒岩祐治神奈川県知事特別秘書。2016年 ハーバード経営大学院上級経営管理課程（AMP）終了。同年 黒岩神奈川県知事特別秘書兼知事補佐（グローバル戦略担当）。2019年1月7日、鎌倉市副市長。